# 關菊英
關菊英（英語：Susanna Kwan Kuk Ying；1958年5月3日—），曾用藝名關菊瑛，外號「大公仔」、「菊姐」，香港女歌手及演員，前夫是音樂家黎小田。早年于歌唱比賽出身，其後加入無綫電視，並歷經娛樂唱片、寶麗金、華星唱片三家唱片公司。事業以音樂為主，代表作有《田園春夢》（與伍衛國合唱）、《狂潮》、《過客》、《倆忘煙水裡》（與關正傑合唱）、《講不出聲》、《無心害你》等，演劇為副。1990年初移民加拿大並退出演藝圈。2000年代回流香港電視界，憑《溏心風暴》系列的角色和歌曲重返大眾視線。

## 生平

### 早年生活
關菊英是土生土长的香港人，她家中共有六兄弟姊妹，自己排行第四。父親經營出入口生意。關菊英早年在香港島石塘咀成長，就讀炮台山聖公會聖米迦勒小學，自小喜歡唱歌，是校內詩歌班成員及班長。母親留意到關有唱歌天分，便聘請老師來教她唱歌技巧。1972年，14歲的她獲老師介紹到中環的「金寶夜總會」當暑期兼職歌手。同年，在市政局主辦的歌唱比賽中奪冠而加入歌壇。她曾就讀於新法書院和崇文英文書院。在踏入歌壇初期還有上學，但是後來愈來愈忙，就在中四時輟學。此前，她已經獲邀到海外登台唱歌，於新加坡推出首張個人國語唱片《關菊英之歌》。

### 入行及成名
1973年，關菊英為新晉作曲人黎小田演繹無綫電視第一屆「作曲邀請賽」的參賽曲，及後因在《歡樂今宵》的表現不錯，獲時任高層何家聯賞識加入無綫電視，並與娛樂唱片簽約。出道作是《小白菜》。初見迴響的是1975年与伍卫国合唱的《田園春夢》，成名作是1976年的《狂潮》，並開始在幕前演出電視劇，且與李香琴結為誼親。四年間，關菊英主要為古裝劇系列《民間傳奇》當幕後代唱。配合當時流行的曲風和劇集題材，除了《狂潮》、《事事未滿足》等少數，她所唱的歌曲大多粵曲味道濃重，詞風「蝴蝶繡枕」、「剪紅刻翠」。因香港的歌星制度還未成熟，宣傳較標榜歌曲所搭配的電視劇，歌曲均收錄於合輯中。1975年，關菊英發表首張由香港唱片公司出品的個人專輯，除粵語的《痴心等待你》和日語的《Goodbye My Love》外都是國語歌。同年，迪士尼樂園與無線電視合作，她得以參與合唱著名兒歌《世界真細小》:366-367。另外，她亦受廣告商青睬主唱廣告歌曲（如珍寶冷氣機）。
1977年關菊英轉投寶麗金唱片，歌曲的商業搭配從電視劇擴展至電影和電台廣播劇。唱碟收藏人Muzikland認為她與鄧麗君的專輯監製同為鄧錫泉，曲風故亦相似。這段時期關菊英曾登上香港電台中文歌曲龍虎榜首的歌曲有《溫情滿世間》、《小燕》和《倆忘煙水裡》；獲香港IFPI認証的本地白金唱片有《過客》和《天龍八部之六脈神劍》，本地金唱片則有《知己同心》。此外，關菊英曾於1977年至1980年連續四屆入選由《華僑晚報》與國民漆廠合辦的「十大歌星金駱駝獎」，這個獎項被指是1970年代香港惟一的歌星選舉活動。

### 轉折
1982年，關菊英與黎小田結婚，兩年後離婚，同時加入其主理的華星唱片，並把名字中的「英」字改為「瑛」。首作《新的一頁》嘗試抹去電視劇歌手的標籤。由設計師陳幼堅負責塑造新形象，把她包裝為海女；曲風上，她嘗試以往較少涉獵的強勁節奏快板歌曲，如《火一般的心思》；標題曲則走流行曲風，歌詞描述她身為離婚女性的心聲。次張專輯《一串問號》回歸簡樸，同名標題曲是其時流行的歌手自傳式歌曲。兩張專輯於年度樂壇頒獎典禮上顆粒無收。
1986年，關菊英於灣仔伊莉莎伯體育館舉辦首個個人演唱會。

### 復出演藝界
1990年代初，關菊英因移民潮與家人意願而與家人移民加拿大溫哥華生活。留在當地期間曾與其他藝人參與加拿大藝人支援華東水災的籌款活動，亦會學習游泳及網球運動和經營生意。2002年末受沈殿霞鼓勵兼邀請演出音樂劇《麗花皇宮》，其後先回加拿大居住，再回流香港，慚慚恢復事業，如參與《金曲情牽半世紀演唱會》和應綜藝節目監製賴偉棠及節目製作人丘亞葵之邀重返無綫電視主持音樂節目《超級靚聲演鬥廳》。
2007年，關菊英接拍無綫電視電視劇《溏心風暴》，首次飾演反派「細契」，連帶主題曲《講不出聲》均大受觀眾歡迎，並乘著此劇餘威，於2007年8月1日至8月2日舉行《關菊英溏心演唱會》，是她出道以來首次紅館個人演唱會。關菊英該年度獲得《2007年CASH金帆音樂獎》「最佳女歌手演繹」、《Astro華麗台電視劇大獎2008》的「我的至愛主題曲」，以及《2007年萬千星輝頒獎典禮》的「我最喜愛的電視女角色」，並獲提名多個頒獎禮的角色獎項。2008年初在《壹電視大獎2008》中，獲得「十大電視藝人（第10位）」。
2008年，關菊英主演《溏心風暴之家好月圓》，飾演潑辣貪錢及溺愛女兒的鍾笑莎，深入民心，並憑此劇入圍《2008年萬千星輝頒獎典禮》的「最喜愛電視女角色」最後五強及獲提名「最佳女主角」，主唱的主題曲《無心害你》成為《2008年度勁歌金曲優秀選第二回》的得獎金曲。
2011年9月1日，關菊英舉行第二次紅館個人演唱會《是她也是關菊英演唱會2011》。因沒跟無綫簽長約，關菊英復出後一直都沒推出個人專輯。至2012年，關菊英自資發行專輯《遺忘了以往》，收錄了兩首國語新曲和多首無綫劇集歌曲。2014年，關菊英拍畢《名門暗戰》後離開無線。2017年，再以自由身形式回巢無綫電視拍攝《溏心風暴3》及主唱主題曲《我本無罪》。

### 逸事
其綽號「大公仔」始於1970年代；當時她到日本九州為《歡樂今宵》拍攝外景，馮吉隆及何守信以「大公仔」來稱呼為拍攝團隊帶來歡樂的她，自此該綽號沿用至今。
關菊英的誼母為已故知名女演員李香琴，曾教導她如何飾演奸角。
《2008年度十大勁歌金曲頒獎典禮》中，當宣佈關菊英奪得「傑出表現獎金獎」時，香港女歌手關心妍誤以為自己得此獎而上頒獎台擁抱關菊英及領獎，最終司儀崔建邦表示關心妍上台是為了祝賀得獎者關菊英而打圓場，成為全城熱話，其後更衍生出香港樂隊ToNick曲詞包辦兼主唱的新歌《關心菊英》。

## 演出作品

### 電視劇 (無綫電視)
| 首播        | 劇名                   | 角色                          |
| 1976年      | 無花果                 | 湯素文Susan（第11集單元）     |
| 1976年      | 狂潮                   | Louisa                        |
| 1978年      | 強人                   | 香若梅                        |
| 1979年      | 網中人                 | 方淑華                        |
| 1979年      | 女人三十               | 紅（第11集 雨後）             |
| 1979年      | 三跟四傍               | Kit（第4集）                  |
| 1980年      | 親情                   | 馮秋雯                        |
| 1981年      | 過客                   | -                             |
| 1981年      | 女黑俠木蘭花           | 雲昭儀                        |
|             | 香港八一至香港八六系列 | Grace（客串角色）             |
| 1982年      | 韓嫣翠                 | 湘雲                          |
| 1982年      | 獵鷹                   | Wendy Ma（十三妹）            |
| 1983年      | 神鵰俠侶               | 林朝英                        |
| 1984年      | 儂本多情               | 唐瑛                          |
| 1984年      | 武林聖火令             | 月明                          |
| 1985年      | 我愛伊人               | 香璧人                        |
| 1985年      | 鼓舞                   | 灵文                          |
| 1985年      | 後生可畏               | 鍾月湄                        |
| 2006年      | 東方之珠               | 朱小嬌（黃鶯）                |
| 2007年      | 溏心風暴               | 王秀琴（細契、細媽、Frances） |
| 2008年      | 溏心風暴之家好月圓     | 鍾笑莎（Sa姨、攞婆、SaSa）    |
| 2009年      | 宮心計                 | 阮翠雲（阮司珍、阮司設）      |
| 2010年      | 公主嫁到               | 丁來喜（二奶奶、二娘）        |
| 2014年      | 名門暗戰               | 李秋萍（蔣太、萍姨）          |
| 2017-2018年 | 溏心風暴3              | 梁順華（找錢華、華姐）        |

### 節目主持（TVB）
| 年份   | 節目名稱       |
| ------ | -------------- |
| 2006年 | 超級靚聲演鬥廳 |
| 2007年 | 開心聊齋       |
| 2008年 | 光影流情       |
| 2008年 | 歡樂滿東華     |
| 2010年 | 金曲擂台       |
| 2023年 | 我們的煇煌金曲 |

### 電台節目嘉賓
| 年份   | 節目名稱                   |
| ------ | -------------------------- |
| 2012年 | 大龍鳳（商業電台深夜節目） |
| 2015年 | 1圈圈（商業電台）          |
| 2017年 | 偶然 馬浚偉（商業電台）    |

### 廣播劇
- 2004年：香港電台《蕭月白》 飾 張露清

## 音樂作品

### 電視劇或電視節目歌曲
| 年份   | 歌曲名稱         | 劇集／節目                       | 性質   | 備註               | 首次收錄專輯                        |
| 1974年 | 小白菜           | 楊乃武與小白菜                   | 主題曲 |                    | 《楊乃武與小白菜》                  |
| 1974年 | 愛竟變成害       | 楊乃武與小白菜                   | 插曲   | 與梁天合唱         | 《楊乃武與小白菜》                  |
| 1974年 | 春光美           | 楊乃武與小白菜                   | 插曲   | 與梁天合唱         | 《楊乃武與小白菜》                  |
| 1974年 | 嬌花，粉蝶，狂蜂 | 楊乃武與小白菜                   | 插曲   |                    | 《楊乃武與小白菜》                  |
| 1974年 | 恨去愁來         | 楊乃武與小白菜                   | 插曲   |                    | 《楊乃武與小白菜》                  |
| 1975年 | 田園春夢         | 巫山盟                           | 插曲   | 與伍衛國合唱       | 《清宮殘夢》                        |
| 1975年 | 痴痴等待你       | 巫山盟                           | 插曲   |                    | 《清宮殘夢》                        |
| 1975年 | 初相見           | 小婦人                           | 主題曲 | 與伍衛國合唱       | 《江湖小子》                        |
| 1975年 | 情深愛侶         | 小婦人                           | 插曲   | 與伍衛國合唱       | 《江湖小子》                        |
| 1975年 | 溫暖親情最可貴   | 小婦人                           | 插曲   |                    | 《江湖小子》                        |
| 1975年 | 愛琴詠           | 小婦人                           | 插曲   | 與華娃、張德蘭合唱 | 《江湖小子》                        |
| 1975年 | 天天快樂冇擔憂   | 小婦人                           | 插曲   |                    | 《江湖小子》                        |
| 1975年 | 今天多歡笑       | 小婦人                           | 插曲   | 與伍衛國合唱       | 《江湖小子》                        |
| 1976年 | 幽夢已虛         | 江湖小子                         | 插曲   | 與伍衛國合唱       | 《江湖小子》                        |
| 1976年 | 手牽手唱歌       | 江湖小子                         | 插曲   | 與伍衛國合唱       | 《江湖小子》                        |
| 1976年 | 等君四年         | 江湖小子                         | 插曲   |                    | 《江湖小子》                        |
| 1976年 | 事事未滿足       | 書劍恩仇錄                       | 插曲   |                    | 《書劍恩仇錄》                      |
| 1976年 | 悼香魂           | 書劍恩仇錄                       | 插曲   | 大合唱             | 《書劍恩仇錄》                      |
| 1976年 | 良宵花月情       | 書劍恩仇錄                       | 插曲   |                    | 《書劍恩仇錄》                      |
| 1976年 | 狂潮             | 狂潮                             | 主題曲 |                    | 《狂潮》                            |
| 1976年 | 狂潮（二）       | 狂潮                             | 主題曲 |                    | 《狂潮》                            |
| 1976年 | 求偶             | 民間傳奇之「四傑傳之三笑」       | 插曲   | 與鄭少秋合唱       | 《四傑傳之三笑》                    |
| 1976年 | 出走             | 民間傳奇之「四傑傳之三笑」       | 插曲   | 與鄭少秋合唱       | 《四傑傳之三笑》                    |
| 1976年 | 雙飛蝴蝶         | 民間傳奇之「四傑傳之三笑」       | 插曲   | 與鄭少秋合唱       | 《四傑傳之三笑》                    |
| 1976年 | 王老虎搶親       | 民間傳奇之「四傑傳之王老虎搶親」 | 主題曲 | 與盧海鵬合唱       | 《四傑傳之三笑》                    |
| 1976年 | 西廂一夢         | 民間傳奇之「西廂記」             | 主題曲 | 與夏雨合唱         | 《西廂記》                          |
| 1976年 | 定情夜           | 民間傳奇之「西廂記」             | 插曲   | 與夏雨合唱         | 《西廂記》                          |
| 1977年 | 扮皇帝           | 民間傳奇之「江山美人」           | 插曲   | 與鄭少秋合唱       | 《江山美人》                        |
| 1977年 | 戲鳳             | 民間傳奇之「江山美人」           | 插曲   | 與鄭少秋合唱       | 《江山美人》                        |
| 1977年 | 紅線繫幾寸       | 民間傳奇之「江山美人」           | 插曲   | 與鄭少秋合唱       | 《江山美人》                        |
| 1977年 | 分別             | 民間傳奇之「江山美人」           | 插曲   | 與鄭少秋合唱       | 《江山美人》                        |
| 1977年 | 樓台會           | 民間傳奇之「梁山伯與祝英台」     | 主題曲 | 與羅文合唱         | 《梁山伯與祝英台》                  |
| 1977年 | 赴杭供讀         | 民間傳奇之「梁山伯與祝英台」     | 插曲   | 與羅文合唱         | 《梁山伯與祝英台》                  |
| 1977年 | 十八相送         | 民間傳奇之「梁山伯與祝英台」     | 插曲   | 與羅文合唱         | 《梁山伯與祝英台》                  |
| 1977年 | 哭墳             | 民間傳奇之「梁山伯與祝英台」     | 插曲   |                    | 《梁山伯與祝英台》                  |
| 1977年 | 閨怨             | 民間傳奇之「梁山伯與祝英台」     | 插曲   |                    | 《梁山伯與祝英台》                  |
| 1977年 | 玉奴自嘆         | 民間傳奇之「金玉奴」             | 主題曲 |                    | 《梁山伯與祝英台》                  |
| 1977年 | 遇得心上人       | 民間傳奇之「金玉奴」             | 插曲   | 與石修合唱         | 《梁山伯與祝英台》                  |
| 1977年 | 玉奴怨           | 民間傳奇之「金玉奴」             | 插曲   |                    | 《梁山伯與祝英台》                  |
| 1979年 | 永恆的琥珀       | 永恆的琥珀                       | 主題曲 |                    | 《永恆的琥珀》                      |
| 1979年 | 知己同心         | 神偷妙探手多多                   | 主題曲 |                    | 《關菊英》同名大碟                  |
| 1980年 | 孽網             | 孽網                             | 主題曲 |                    | 《孽網》                            |
| 1981年 | 過客             | 過客                             | 主題曲 |                    | 《過客》                            |
| 1982年 | 倆忘煙水裏       | 天龍八部                         | 主題曲 | 與關正傑合唱       | 《天龍八部》                        |
| 1982年 | 湘女多情         | 天龍八部                         | 插曲   |                    | 《天龍八部》                        |
| 1982年 | 付上千萬倍       | 天龍八部                         | 插曲   |                    | 《天龍八部》                        |
| 1983年 | 他在關心你       | 老爺大過天                       | 主題曲 |                    | 《說不出再見》                      |
| 1983年 | 愛的竟是我       | 老爺大過天                       | 插曲   |                    | 《說不出再見》                      |
| 1985年 | 心中祇有你       | 武林世家                         | 插曲   | 與張國榮合唱       | 《華星影視新節奏第二輯》            |
| 1985年 | 雪山飛狐         | 雪山飛狐                         | 主題曲 | 與呂方合唱         | 《新的一頁》                        |
| 1985年 | 心語             | 雪山飛狐                         | 插曲   | 與呂方合唱         | 《新的一頁》                        |
| 1986年 | 一串問號         |                                  |        |                    | 《一串問號》                        |
| 1987年 | 靜待黎明         | 靜待黎明                         | 主題曲 |                    | 未收錄於專輯中                      |
| 2007年 | 講不出聲         | 溏心風暴                         | 主題曲 |                    | 《歌影傳情》/《遺忘了以往》         |
| 2008年 | 無心害你         | 溏心風暴之家好月圓               | 主題曲 |                    | 《Love TV 情歌精選》/《遺忘了以往》 |
| 2009年 | 攻心計           | 宮心計                           | 主題曲 |                    | 《Love TV 情歌精選》/《遺忘了以往》 |
| 2010年 | 萬千寵愛         | 公主嫁到                         | 主題曲 |                    | 《遺忘了以往》                      |
| 2011年 | 浮雲             | 世界遺產名錄 天地之中            | 主題曲 |                    | 《遺忘了以往》                      |
| 2011年 | 各安天命         | 萬凰之王                         | 主題曲 |                    | 《遺忘了以往》                      |
| 2014年 | 真實謊言         | 名門暗戰                         | 主題曲 |                    | 未收錄於專輯中                      |
| 2017年 | 我本無罪         | 溏心風暴3                        | 主題曲 |                    | 未收錄於專輯中                      |

## 派台歌曲成績
| 派台歌曲四台上榜最高位置              | 派台歌曲四台上榜最高位置 | 派台歌曲四台上榜最高位置 | 派台歌曲四台上榜最高位置 | 派台歌曲四台上榜最高位置 | 派台歌曲四台上榜最高位置 | 派台歌曲四台上榜最高位置                     |
| ------------------------------------- | ------------------------ | ------------------------ | ------------------------ | ------------------------ | ------------------------ | -------------------------------------------- |
| 唱片                                  | 歌曲                     | 903                      | RTHK                     | 997                      | TVB                      | 備註                                         |
| 1982年                                |                          |                          |                          |                          |                          |                                              |
| 天龍八部之六脈神劍                    | 倆忘煙水裡               |                          | 1                        |                          |                          | 與關正傑合唱                                 |
| 1985年                                |                          |                          |                          |                          |                          |                                              |
| 新的一頁                              | 雪山飛狐                 |                          | /                        |                          |                          | 《雪山飛狐 (1985年電視劇)》主題曲 與呂方合唱 |
| 1986年                                |                          |                          |                          |                          |                          |                                              |
| 一串問號                              | 一串問號                 |                          | -                        |                          | 2                        |                                              |
| 一串問號                              | 黑影                     |                          | -                        |                          | 6                        |                                              |
| 1987年                                |                          |                          |                          |                          |                          |                                              |
|                                       | 靜待黎明                 |                          | -                        |                          | 9                        | 《靜待黎明》主題曲                           |
| 2007年                                |                          |                          |                          |                          |                          |                                              |
| 《歌影傳情》 《遺忘了以往》           | 講不出聲                 | -                        | 19                       | -                        | 1                        | 《溏心風暴》主題曲 首支個人冠軍歌            |
| 2008年                                |                          |                          |                          |                          |                          |                                              |
| 《Love TV 情歌精選 2》 《遺忘了以往》 | 無心害你                 | -                        | 6                        | -                        | 1                        | 《溏心風暴之家好月圓》主題曲                 |
| 2009年                                |                          |                          |                          |                          |                          |                                              |
| 《Love TV 情歌精選 2》 《遺忘了以往》 | 攻心計                   | -                        | 12                       | -                        | -                        | 《宮心計》主題曲                             |
| 2010年                                |                          |                          |                          |                          |                          |                                              |
| 《遺忘了以往》                        | 萬千寵愛                 | -                        | -                        | -                        | -                        | 《公主嫁到》主題曲                           |
| 2011年                                |                          |                          |                          |                          |                          |                                              |
| 《遺忘了以往》                        | 浮雲                     | -                        | -                        | -                        | -                        | 《世界遺產名錄天地之中》主題曲               |
| 2017年                                |                          |                          |                          |                          |                          |                                              |
|                                       | 我本無罪                 | -                        | -                        | -                        | 2                        | 《溏心風暴3》主題曲                          |

| 903 | RTHK | 997 | TVB | 備註              |
| 0   | 1    | 0   | 2   | 四台冠軍歌總數：0 |

- （*）表示仍在榜上
- （×）表示沒有派往該台

### 專輯
| 專輯名稱                     | 發行日期      | 曲目 |
| ---------------------------- | ------------- | --- |
| 遺忘了以往（國粵語）         | 2012年6月1日  | |
| 寶麗金88極品音色系列（粵語） | 2012年6月12日 | 曲目 1. 過客 2. 我是痴情無限 3. 溫情滿世間 4. 在水中央 5. 永恆的琥珀 6. 孤雁 7. 倆忘煙水里 關正傑 8. 愛神邱比特 9. 愛的竟是我 10. 往事似輕煙 11. 奈何 12. 茫茫的風裡 13. 愛的美妙 14. 為我獻上心韻 15. 他在關心你 16. 必須分別 17. 再覓星河 18. 他曾令我欣賞 |
| 傳奇經典金曲（粵語）         | 2006年4月1日  | 曲目 1. 淚兒迷淚眼 2. 莫恃聰明 3. 空相思 4. 扮皇帝 關菊英;鄭少秋 5. 痴心等待你 6. 王老虎搶親 關菊英;盧海鵬 7. 戲鳳 關菊英;鄭少秋 8. 剪不斷 9. 紅線系幾寸 10. 出走 關菊英;鄭少秋 11. 再度重逢 12. 臨江分別 13. 依依惜別 關菊英;夏雨 14. 求偶 15. 四季桃源 16. 雙飛蝴蝶 關菊英;鄭少秋 17. 西廂一夢 關菊英;夏雨 18. 定情夜 關菊英;夏雨 19. 分別 關菊英;鄭少秋 20. 戲鳳(音樂) 21. 王老虎搶親(音樂) 22. 西廂一夢(音樂)                 |
| 聽往事如夢如煙（粵語）       | 2006年1月20日 | 曲目 1. 真愛幾多 2. 映月泉情 3. 平常心 4. 情比雨絲 5. 寒傲似冰 6. 幾多愁 7. 恨綿綿 8. 送君 9. 痴情淚 10. 郎如春日風 11. 換到千般恨 12. 一剪梅 13. 一首老歌 |
| 環球真經典系列（粵語）       | 2001年6月1日  | 曲目 1. 過客 無線電視劇"過客"主題曲 2. 倆忘煙水里 關正傑;關菊英 無線電視劇"天龍八部"主題曲 3. 湘女多情 4. 往事似輕煙 5. 永恆的琥珀 香港電台廣播劇《永恆的琥珀》主題曲 6. 溫情滿世間 香港電台廣播劇《百合花》主題曲 7. 你可知道 電影"賓妹"主題曲 8. 情竇初開 9. 他在關心你 10. 愛的竟是我 11. 我是痴情無限 12. 愛神邱比特 13. 在水中央 14. 孤雁 15. 奈何 16. 為我獻上心韻                                                          |
| 一串問號（粵語）             | 1985年12月1日 | 曲目 1. 一串問號 2. 黑影 3. Be My Baby 4. 午夜跳蚤 5. 繼續錯一次 6. 不要為我 7. 心裡譜 8. 珍惜這一晚 9. 簡愛 10. 情似鐘擺 |
| 新的一頁（粵語）             | 1985年5月1日  | 曲目 1. 新的一頁 2. 火一般心思 3. 淚之愛 4. 不再問 5. 來匆匆是孤單 6. 心中的歌 7. 雪山飛狐 關菊英;呂方 8. 心語 呂方;關菊英 9. 今天再擁有 10. 灰色的心 11. 總有分別的時候 |
| 說不出再見（粵語）           | 1982年12月1日 | 曲目 1. 說不出再見 2. 他曾令我欣賞 3. 夜夜星輝照 4. 但願 5. 牧羊姑娘 6. 不再有悲傷 關菊英;黎小田 7. 他在關心我 8. 愛的竟是我 9. 溫柔的燭光 10. 愛的美妙 11. 忘我 |
| 天龍八部之六脈神劍（粵語）   | 1982年2月1日  | 曲目 1. 倆忘煙水里 - 關正傑/關菊英 2. 湘女多情 3. 浪花與夕陽 4. 何妨醉一杯 5. 情竇初開 6. 海之夢 7. 你可知道 8. 信心 9. 舞影 10. 付上千萬倍 11. 深心裡一點愛 |
| 過客（粵語）                 | 1981年8月1日  | 曲目 1. 過客 2. 我想 3. 寄意 4. 小燕 5. 願望 6. 我只屬於你 7. 為我獻上心韻 8. 可愛今朝愛 9. 臨別贈言 10. 在水中央 11. 偷看他一眼 |
| 孽網（粵語）                 | 1980年8月1日  | 曲目 1. 孽網 2. 往事似輕煙 3. 明月不重圓 4. 再覓星河 5. 願拋情萬縷 6. 奈何 7. 溫情滿世間 8. 歡笑 9. 茫茫的風裡 10. 必須分別 11. 孤雁 12. 風 |
| 遠方的人·第二個天明（粵語）  | 1979年7月9日  | 曲目 1. 遠方的人 2. 夢 3. 第二個天明 4. 飛女芝芝 5. 今生今世 6. 小孤兒 關正傑 7. 綠野歌聲 8. 想清楚 9. 我願意 10. 只有你 伍衛國 11. 小鳥與我 12. 愛情的力量 |
| 知己同心（粵語）             | 1979年7月1日  | 曲目 1. 知己同心 2. 一句諾言 3. 唏﹗不要走 4. 若然系我錯 5. 忘記咗憂傷 6. 愛神丘比特 7. 心霧 8. 情化雨絲絲 9. 我是痴情無限 10. 心中滿希望 11. 故夢在眼前 12. 讓我決定 |
| 永恆的琥珀（粵語）           | 1978年12月1日 | 曲目 1. 永恆的琥珀 2. 姻緣石 3. 獻盡我深深愛 4. 理想的天地 5. 為甚麼 6. 歸家往 7. 想不通的道理 8. 痴心在一起 9. 心底的奮鬥 10. 夏日多歡享 11. 披上白紗 12. 星月離情 |
| 情海（粵語）                 | 1978年8月1日  | 曲目 1. 愛 2. 快樂時光 3. 恩愛莫移 4. 斷腸淚 5. 對酒當歌 6. 尋夢難 7. 情海 8. 綠野歌聲 9. 人生路上 10. 飛越天虹 11. 只因相伴你 12. 小村姑 |
| 啤牌情人（粵語）             | 1977年12月1日 | 曲目 1. 啤牌情人 2. 想想想清楚 3. 姐姐不嫁我要嫁 4. 愛情的力量 5. 鄉村姑娘 6. 詩情畫意 7. 我願意 8. 小島與我 9. 距離 10. 尋夢難 11. 時酒當歌 12. 大家跟住唱 |
| 愛情萬年青（粵語）           | 1977年7月1日  | 曲目 1. 飛到開心地 2. 四季想郎 3. 大酒今朝大家醉 4. 千里共嬋娟 5. 心生的挑戰 6. 萍水緣 7. 愛情萬年青 8. 少女情懷 9. 異鄉夢 10. 面面俱圓 11. 勇氣 12. 熱愛大自然 |
| 痴心等待你（粵語）           | 1975年5月1日  | 曲目 1. 愛火 2. 何日再相逢 3. 恨你一輩子 4. 你 5. Goodbye My Love 6. 真愛 7. 痴心等待你 關菊英;吳智強 8. 失落的愛 9. 愛情多奇妙 10. 等著你回來 11. 難忘的微笑 12. 悄悄問句君 |
| 楊乃武與小白菜（粵語）       | 1974年12月1日 | 曲目 1. 小白菜 關菊英（楊乃武與小白菜主題曲） 2. 愛竟變成害 關菊英;梁天（楊乃武與小白菜插曲） 3. 黑獄斷腸歌 4. 嬌花,粉蝶,狂蜂 關菊英（楊乃武與小白菜插曲） 5. 春光美 關菊英;梁天（楊乃武與小白菜插曲） 6. 恨去愁來 關菊英（楊乃武與小白菜插曲） 7. 楊乃武與小白菜(音樂) 8. 斷擔挑 關菊英（楊乃武與小白菜插曲） 9. 誤種相思草 10. 殉情記 關菊英 11. 唔駛慶 關菊英 12. 願酒鄉長醉 關菊英 13. 心中只有他 關菊英 14. 黑獄斷腸歌(音樂) |

### 參与演唱會
| 举行年份 | 名稱                       |
| -------- | -------------------------- |
| 1986     | 《關菊英賀歲演唱會》       |
| 2005     | 《金曲情牽半世紀演唱會》   |
| 2007     | 《關菊英溏心演唱會》       |
| 2010     | 《金曲娛樂真經典演唱會》   |
| 2011     | 《是她也是關菊英演唱會》   |
| 2015     | 《顧嘉煇榮休盛典演唱會》   |
| 2016     | 《顧嘉煇金紫荊慈善演唱會》 |

## 獎項
| 年份 | 頒獎典禮                     | 獎項                 | 劇集                   | 角色/歌曲                  | 結果              |
| ---- | ---------------------------- | -------------------- | ---------------------- | -------------------------- | ----------------- |
| 1982 | 第五屆十大中文金曲頒獎音樂會 | 金曲獎、金曲新人獎   |                        | 《倆忘煙水裡》與關正傑合唱 | 獲獎              |
| 1985 | 勁歌金曲季選                 | 第四季金曲           |                        | 雪山飛（呂方合唱）         | 獲獎              |
| 2007 | 2007年萬千星輝頒獎典禮       | 最佳女主角           | 《溏心風暴》           | 王秀琴（細契）             | 提名 （最後5強）  |
| 2007 | 2007年萬千星輝頒獎典禮       | 我最喜愛的電視女角色 | 《溏心風暴》           | 王秀琴（細契）             | 獲獎              |
| 2007 | 壹電視大獎2008               | 十大電視藝人(第10位) | 《溏心風暴》           | 王秀琴（細契）             | 獲獎              |
| 2007 | 演藝動力大獎2007             | 最突出電視女藝員     | 《溏心風暴》           | 王秀琴（細契）             | 提名 （最後5強）  |
| 2007 | 2007年CASH金帆音樂獎         | 最佳女歌手演繹       | 《溏心風暴》           | 講不出聲                   | 獲獎              |
| 2008 | 勁歌金曲優秀選               | 第二回金曲           | 《溏心風暴之家好月圓》 | 無心害你                   | 獲獎              |
| 2008 | 2008年度十大勁歌金曲頒獎典禮 | 傑出表現獎 金獎      | 《溏心風暴之家好月圓》 | 無心害你                   | 獲獎              |
| 2008 | 2008年萬千星輝頒獎典禮       | 最佳女主角           | 《溏心風暴之家好月圓》 | 鍾笑莎（Sa姨）             | 提名 （最後10強） |
| 2008 | 2008年萬千星輝頒獎典禮       | 我最喜愛的電視女角色 | 《溏心風暴之家好月圓》 | 鍾笑莎（Sa姨）             | 提名 （最後5強）  |
| 2008 | Astro華麗台電視劇大獎2008    | 我的至愛女主角       | 《溏心風暴》           | 王秀琴（細契）             | 提名 （最後5強）  |
| 2008 | Astro華麗台電視劇大獎2008    | 我的至愛角色         | 《溏心風暴》           | 王秀琴（細契）             | 提名              |
| 2008 | Astro華麗台電視劇大獎2008    | 我的至愛主題曲       | 《溏心風暴》           | 講不出聲                   | 獲獎              |
| 2008 | Astro華麗台電視劇大獎2008    | 我最難忘的一幕       | 《溏心風暴》           | 王秀琴（細契）             | 獲獎              |
| 2008 | Astro華麗台電視劇大獎2008    | 我最難忘的大反派     | 《溏心風暴》           | 王秀琴（細契）             | 提名 （最後5強）  |
| 2008 | 2008年CASH金帆音樂獎         | 最佳女歌手演繹       | 《溏心風暴之家好月圓》 | 無心害你                   | 提名 （最後5強）  |
| 2009 | Astro華麗台電視劇大獎2009    | 我的至愛女主角       | 《溏心風暴之家好月圓》 | 鍾笑莎（Sa姨）             | 提名 （最後10強） |
| 2009 | Astro華麗台電視劇大獎2009    | 我的至愛角色         | 《溏心風暴之家好月圓》 | 鍾笑莎（Sa姨）             | 提名              |
| 2009 | Astro華麗台電視劇大獎2009    | 我的至愛主題曲       | 《溏心風暴之家好月圓》 | 無心害你                   | 提名 （最後5強）  |
| 2009 | 2009年萬千星輝頒獎典禮       | 最佳女配角           | 《宮心計》             | 阮翠雲 （阮司珍、阮司設）  | 提名 （最後5強）  |
| 2009 | 演藝動力大獎2009             | 最突出電視女藝員     | 《宮心計》             | 阮翠雲 （阮司珍、阮司設）  | 提名 （最後5強）  |
| 2010 | 星和無線電視大獎2010         | 我最愛TVB電視女角色  | 《溏心風暴之家好月圓》 | 鍾笑莎（Sa姨）             | 獲獎              |
| 2010 | MY AOD我的最愛頒獎典禮2010   | 我的最愛電視女配角   | 《公主嫁到》           | 丁來喜（二奶奶）           | 提名 （最後10強） |
| 2010 | 2010年萬千星輝頒獎典禮       | 最佳女配角           | 《公主嫁到》           | 丁來喜（二奶奶）           | 提名 （最後5強）  |
| 2010 | 2010年萬千星輝頒獎典禮       | 我最喜愛的電視女角色 | 《公主嫁到》           | 丁來喜（二奶奶）           | 提名              |
| 2011 | 星和無線電視大獎2011         | 我的最愛主題曲       | 《萬凰之王》           | 各安天命                   | 提名 （最後5強）  |
| 2014 | 萬千星輝頒獎典禮2014         | 最佳女配角           | 《名門暗戰》           | 李秋萍 （蔣太、萍姨）      | 提名              |
| 2014 | 萬千星輝頒獎典禮2014         | 最受歡迎電視女角色   | 《名門暗戰》           | 李秋萍 （蔣太、萍姨）      | 提名              |
| 2014 | 萬千星輝頒獎典禮2014         | 最受歡迎劇集歌曲     | 《名門暗戰》           | 真實謊言                   | 提名              |
| 2015 | 星和無線電視大獎2015         | 我最愛TVB女配角      | 《名門暗戰》           | 李秋萍 （蔣太、萍姨）      | 提名 （最後10強） |
| 2015 | 星和無線電視大獎2015         | 我最愛TVB電視主題曲  | 《名門暗戰》           | 真實謊言                   | 提名 （最後12強） |

## 外部連結
- 關菊英Blog（页面存档备份，存于）
- 關菊英 Susanna Kwan OFCL Page的Facebook專頁
- 關菊英在豆瓣上的资料（简体中文）
- 關菊英在时光网上的簡介（简体中文）